# Cyphophthalmus solentiensis
Espèce
Cyphophthalmus solentiensis est une espèce d'opilions cyphophthalmes de la famille des Sironidae.

## Distribution
Cette espèce est endémique de Croatie. Elle se rencontre sur Šolta et vers Podašpilje.

## Description
Le mâle holotype mesure 2,09 mm et la femelle paratype 2,22 mm.

## Étymologie
Son nom d'espèce, composé de solenti et du suffixe latin -ensis, « qui vit dans, qui habite », lui a été donné en référence au lieu de sa découverte, Šolta.

## Publication originale
- Dreszer, Rađa & Giribet, 2015 : « Cyphophthalmus solentiensis sp. nov. (Cyphophthalmi, Sironidae) a new endogean mite harvestman species from Croatia, with an application of confocal laser microscopy to illustrate genitalia in Opiliones. » Breviora, no 543, p. 1–15.